# Rock or Bust World Tour
Tournées par AC/DC
Black Ice World Tour
(2008-2010) Power Up Tour
(2024-en cours)
 (octobre 2015).
Si vous disposez d'ouvrages ou d'articles de référence ou si vous connaissez des sites web de qualité traitant du thème abordé ici, merci de compléter l'article en donnant les références utiles à sa vérifiabilité et en les liant à la section « Notes et références ».
Le Rock or Bust World Tour est une tournée de concerts ayant eu lieu de 2015 à 2016, du groupe de hard rock australien AC/DC.
Durant cette tournée, le groupe se produit en Europe, en Amérique du Nord ainsi qu'en Océanie.
Le 16 avril 2016, le guitariste Angus Young rejoint Guns N' Roses sur scène pour deux chansons tandis qu'AC/DC annonce que le chanteur Axl Rose remplace Brian Johnson (souffrant de problèmes d'audition) pour la tournée européenne (mai et juin 2016) et nord-américaine (août et septembre 2016).
Au terme de la tournée, le bassiste Cliff Williams annonce qu'il quitte le groupe.

## Musiciens
- Brian Johnson : chant [1]
- Angus Young : guitare solo
- Stevie Young : guitare rythmique, chœurs
- Cliff Williams : basse, chœurs
- Chris Slade : batterie
- Axl Rose : chant [2]